# Ільяс Тюфекчі
Ільяс Тюфекчі (тур. İlyas Tüfekçi, нар. 3 лютого 1960, Стамбул) — колишній турецький футболіст, грав на позиції нападника. Після завершення кар'єри — футбольний тренер.